# 斯塔福拉河畔圣玛格丽塔
斯塔福拉河畔圣玛格丽塔（義大利語：Santa Margherita di Staffora）是意大利帕维亚省的一个市镇。总面积36.7平方公里，人口554人，人口密度15.1人/平方公里（2009年）。国家统计（ISTAT）代码为018142。